# مزار و مسجد شاه سنجان
مزار و مسجد شاه سنجان مربوط به دوره تیموریان است و در شهرستان خواف، بخش مرکزی، روستای سنگان واقع شده و این اثر در تاریخ ۱۰ دی ۱۳۸۱ با شمارهٔ ثبت ۶۸۶۷ به‌عنوان یکی از آثار ملی ایران به ثبت رسیده است.